# Отгон Дамбійням
Отгон Дамбійням (Otgon Dambiinyam) — монгольський дипломат. Надзвичайний і Повноважний Посол Монголії в Україні за сумісництвом.

## Життєпис
Очолював протокол МЗС Монголії, працював в посольствах Монголії в Єгипті, Китаї та Афганістані.
У 2008—2012 рр. — Надзвичайний і Повноважний Посол Монголії в Республіці Польща.
26 червня 2008 року — вручив вірчі грамоти Президенту Республіки Польща Леху Качинському.
3 лютого 2009 року — вручив вірчі грамоти Президенту Латвійської Республіки.
26 березня 2009 року — вручив вірчі грамоти Президенту Естонської Республіки.
2 квітня 2009 року — вручив вірчі грамоти Президенту України Вікторові Ющенку.
20 квітня 2009 року — вручив вірчі грамоти Президенту Литовської Республіки.
З 19 грудня 2013 року — Надзвичайний і Повноважний Посол Монголії в Афганістані.
З 31 серпня 2015 року — Надзвичайний і Повноважний Посол Монголії в Ірані.